# Ramiro Blacut
Ramiro Blacut Rodríguez [raˈmɪɾo βlaˈkʊt roðˈrɪɣez] (* 3. Januar 1944 in La Paz; † 12. August 2024) war ein bolivianischer Fußballspieler und -trainer.

## Karriere als Spieler

### Beginn in Südamerika
Blacut wurde als Sohn des Mario Blacut und der Rosa Rodríguez geboren. In La Paz besuchte er die Deutsche Schule, wo er zunächst überwiegend Rollhockey spielte. Seit dem 12. Lebensjahr spielte er dann für den Club Bolívar, dem in seinem Geburtsort La Paz ansässigen Fußballverein. Im Alter von 15 Jahren debütierte er in der ersten Mannschaft und wurde rasch Stammspieler. 1961 verstärkte er rund drei Monate lang das Team des bolivianischen Vereins Always Ready bei dessen Europatournee als Gastspieler; da die bolivianische Liga nicht pausierte und viele Spieler außerdem als Hauptverdiener ihrer Familien unabkömmlich waren, lieh man sich Talente anderer Vereine als Verstärkung aus. Ein halbes Jahr lang war er zudem für den Klub La Bélgica de Santa Cruz aktiv.
Anschließend wechselte Blacut im Alter von 18 Jahren in die Fußballabteilung des argentinischen Sportvereins Ferro Carril Oeste aus Caballito, einem Stadtteil von Buenos Aires. In der argentinischen Hauptstadt beendete er auch seine schulische Ausbildung mit dem Abitur. Während seiner Zeit in Argentinien gewann er als Legionär mit der Nationalmannschaft die Südamerikameisterschaft 1963 in seinem Heimatland.

### Episode in Deutschland
Nach der Südamerikameisterschaft plante Blacut, ein Studium in den USA aufzunehmen. Ein Freund, der in Karlsruhe studierte, überzeugte ihn jedoch, sein Glück in Deutschland zu versuchen. Er absolvierte ein Probetraining beim Karlsruher SC, nach dem ihm ein Dreijahresvertrag mit einem Monatsgehalt von 800 D-Mark angeboten wurde. Während eines Sprachkurses in Kochel am See erhielt der Südamerikameister jedoch Besuch von einigen in München wohnhaften Bolivianern, die ihn überredeten, ein Probetraining beim damaligen Zweitligisten FC Bayern München zu absolvieren. Manager Walter Fembeck vermittelte Blacut nach dem Probetraining eine Wohnung. Deshalb und aufgrund der bolivianischen Diaspora blieb Blacut trotz des Angebots aus Karlsruhe in München, schloss sich dem FC Bayern an und nahm sein Studium an der Staatsbauschule auf.
In der Vorbereitung auf die Saison 1964/65 zog sich Blacut in der zweiten Halbzeit eines Freundschaftsspiels, in dessen Halbzeitpause ihn Trainer Čajkovski noch als bislang besten Spieler der Partie bezeichnet hatte, einen Anriss des rechten Kreuzbandes zu und konnte vier Monate nicht ins Spielgeschehen eingreifen. Nach seiner Verletzung gelang es ihm nicht, sich einen Platz in der eingespielten Mannschaft um Beckenbauer, Müller und Maier zu erarbeiten. Der FC Bayern München stieg am Saisonende in die Bundesliga auf, Ramiro Blacut kam jedoch zu keinem Pflichtspieleinsatz. In der Saison 1964/65 lief er insgesamt in zehn Freundschaftsspielen für seine Farben auf, in denen er einen Treffer beisteuern konnte.
Auch in der Bundesliga-Saison 1965/66 gehörte Blacut noch zum Kader, kam jedoch abermals zu keinem Pflichtspieleinsatz. Er absolvierte in dieser Spielzeit lediglich acht Freundschaftsspiele (ein Tor) für die erste Mannschaft und kam darüber hinaus in der zweiten Mannschaft zum Einsatz. Bis zum Ende seines Studiums 1967 blieb er in München.

### Rückkehr nach Südamerika
Mit seinem Universitätsabschluss in der Tasche kehrte er nach Südamerika zurück, wo er zunächst wieder für seinen Jugendverein Club Bolívar auflief. Im Dezember 1971 wechselte Blacut zum peruanischen in Arequipa ansässigen Erstligisten FBC Melgar, den er nach zwei Spielzeiten im Dezember 1973 verließ und sich – wieder zurück in Bolivien – dem Club The Strongest anschloss. In der Spielzeit 1974, seiner letzten, gewann er nochmals das Double und auch die Staatsmeisterschaft von La Paz.

### Nationalmannschaft
Seinen größten Erfolg mit der Nationalmannschaft Boliviens verzeichnete Blacut, als er mit der Mannschaft 1963 die Südamerikameisterschaft, seinerzeit Campeonato Sudamericano genannt, im eigenen Land gewann. In den sechs Turnierspielen kam er viermal zum Einsatz und erzielte am 28. März 1963 in La Paz beim 3:2-Sieg über die Auswahl Argentiniens die zwischenzeitliche 2:1-Führung, seinen einzigen Turniertreffer. Die Mannschaft profitierte von der für andere Teams ungewohnten Höhe der Austragungsorte La Paz (3.600 m ü.d.M.) und Cochabamba (2.458 m ü.d.M.) und gewann den Titel, der damals im Ligasystem ausgetragen wurde, unbesiegt. Das abschließende Spiel gegen die „Seleção“ am 31. März 1963 war entscheidend und musste gewonnen werden, da der ärgste Konkurrent Paraguay zeitgleich gegen „La albiceleste“ spielte und nicht gewinnen durfte. Bolivien gewann das Spiel mit 5:4, die Auswahl Paraguays spielte nur 1:1-Unentschieden. Ramiro Blacut wurde anschließend zum besten Spieler des Turniers gewählt.

## Karriere als Trainer
Seine Trainertätigkeit begann Ramiro Blacut, der seine Trainerausbildung an der Deutschen Sporthochschule Köln absolviert hatte, im Januar 1979 bei seinem Stammverein Club Bolívar, den er bis Ende des Jahres betreute – und dies auch in den Jahren 1983, 1988 bis 1989 und 1995.
Die Bolivianische Nationalmannschaft trainierte Ramiro Blacut erstmals zwischen 1979 und 1981. Auch während der Copa América 1991 stand er an der Außenlinie, das Team schied jedoch mit nur zwei Punkten nach der Gruppenphase aus dem Turnier aus.
Nach seinem ersten Engagement bei Bolívar arbeitete er bis Dezember 1981 bei Club The Strongest, den er auch in den Jahren 1994 und 1996 jeweils von Januar bis Dezember trainierte. Ramiro Blacut blieb als Trainer meist nur für kurze Zeit bei einem Verein, trainierte jedoch viele Vereine mehrmals. Vor 1999 war er dabei ausschließlich in Bolivien aktiv. Insgesamt viermal trainierte Blacut den Club Blooming aus Santa Cruz de la Sierra: von Januar bis Dezember 1982, 1985 bis 1986, 1990 und 1992.
Im Jahre 1984 war der Trainer bei Chaco Petrolero aus La Paz angestellt, 1987 trainierte er das Team von Deportivo Lítoral aus derselben Stadt. Nach seinem letzten Engagement bei Club The Strongest ging Blacut im Januar 1997 nach Montero im Departamento Santa Cruz zu CD Guabirá, wo er bis Jahresende blieb. Ab Januar des folgenden Jahres coachte er das Team von Jorge Wilstermann, zwischen Januar und Juni 1999 schloss sich ein Engagement bei Real Santa Cruz aus Santa Cruz de la Sierra an.
Anschließend ging Blacut erstmals in seiner Trainerkarriere ins Ausland. In Ecuador trainierte er von Juli 1999 bis Dezember 2000 das Team von SD Aucas. Daraufhin ging er zu CD El Nacional, wo er bis 2003 Trainer war.
Am 14. April 2004 wurde Blacut erneut Nationaltrainer seines Heimatlandes und trat die Nachfolge des Uruguayers Nelson Acosta an. Er nahm mit der Mannschaft an der Copa América 2004 teil, kam jedoch auch hier nicht über die Gruppenphase hinaus. In der Qualifikation zur WM 2006 belegte Bolivien den letzten Platz in der südamerikanischen Gruppe. Am 9. Januar 2005 gab Blacut seinen Rücktritt als Nationaltrainer bekannt, wobei er die mangelnde Unterstützung der bolivianischen Vereine anprangerte.
Es folgten zwei kurze Engagements bei Deportivo Cuenca und Oriente Petrolero, seinen letzten Stationen als Vereinstrainer.

## Erfolge als Spieler
- Südamerika-Meister 1963
- Bolivianischer Meister 1968 (mit Club Bolívar), 1974 (mit Club The Strongest)
- Bolivianischer Staatsmeisterschaft von La Paz 1966, 1967, 1969 (mit Club Bolívar), 1974 (mit Club The Strongest)
- Bolivianischer Pokalsieger 1968 (mit Club Bolívar), 1974 (mit Club The Strongest)
- DFB-Pokal-Sieger 1966 (mit dem FC Bayern München; ohne Einsatz)

## Auszeichnung
- Bester Spieler des Turniers bei der Copa América 1963

## Sonstiges
Blacut war Witwer seiner verstorbenen Ehefrau María del Pilar Olmos und Vater der beiden Töchter María Juana und Andrea Patricia. Er erwarb während seiner Zeit in Deutschland einen Studienabschluss im Fach Bauwesen.